# Polperro
Polperro (Cornish: Porthpyra) is een civil parish en vissershaven in Zuid-West Cornwall. Polperro ligt 11 kilometer ten oosten van Fowey en 6 kilometer van Looe. De plaats is een toeristische bestemming, vooral door zijn idyllische verschijning met oude en intacte vissershuisjes, de haven en de kustlijn.

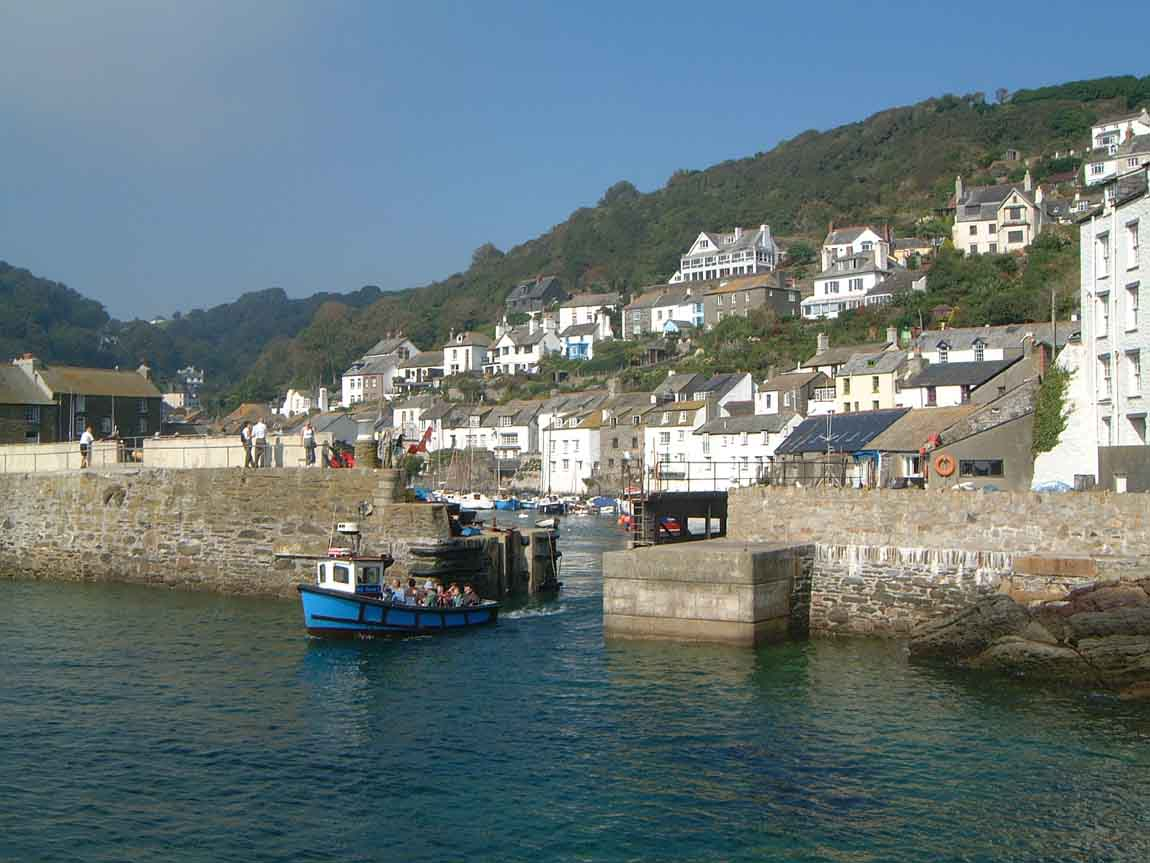
Polperro
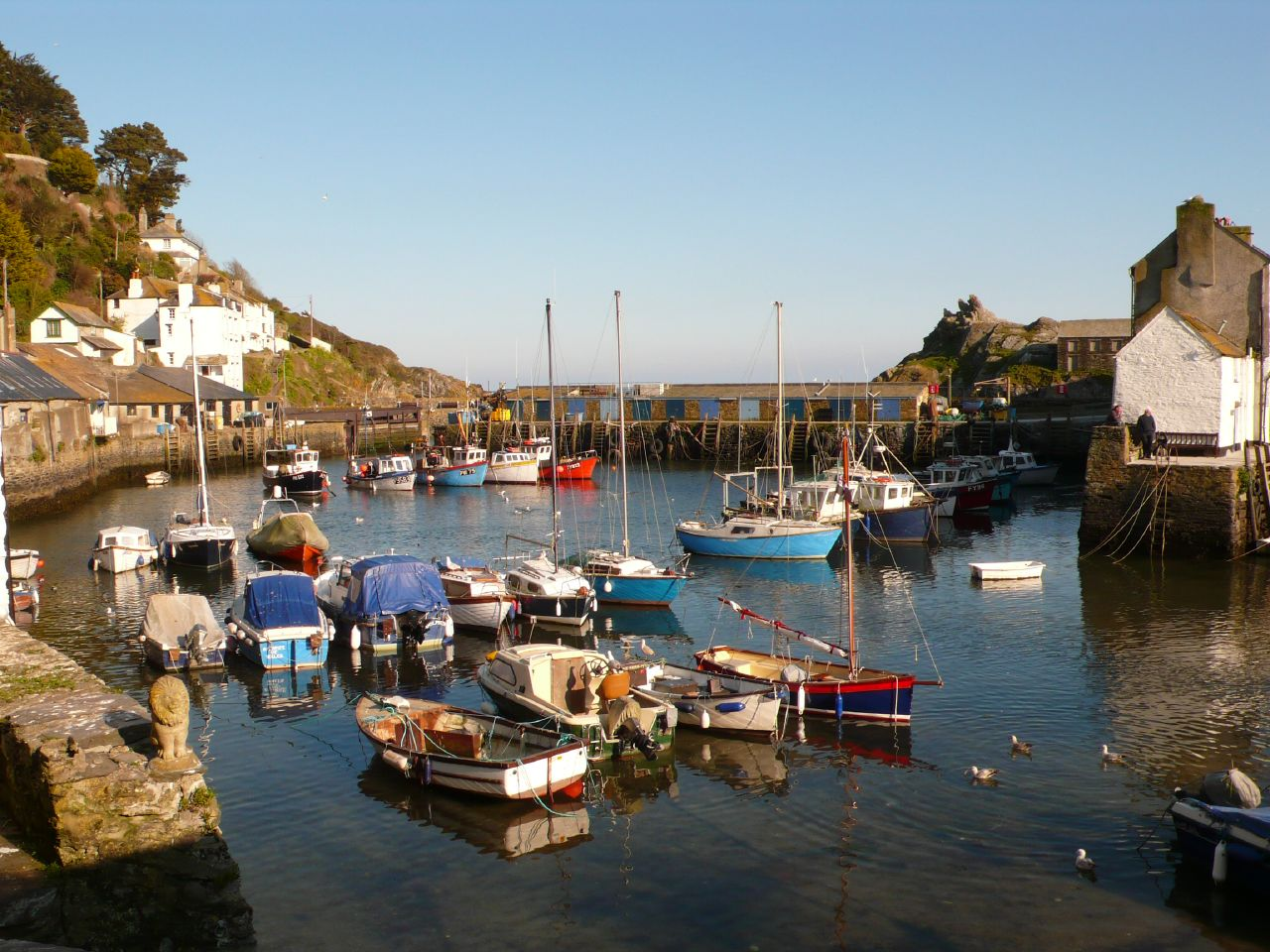
Haven van Polperro
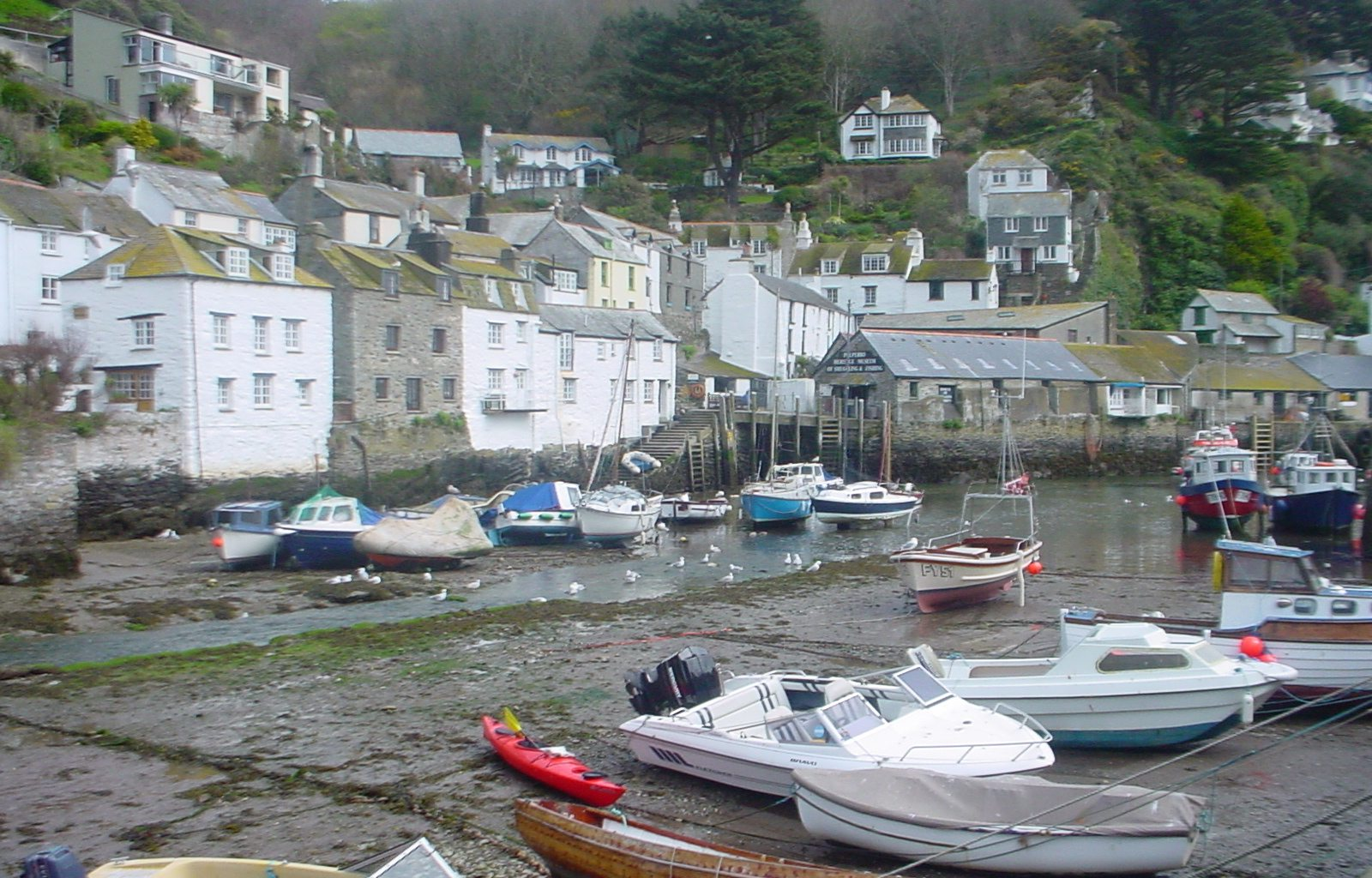
Haven van Polperro bij eb
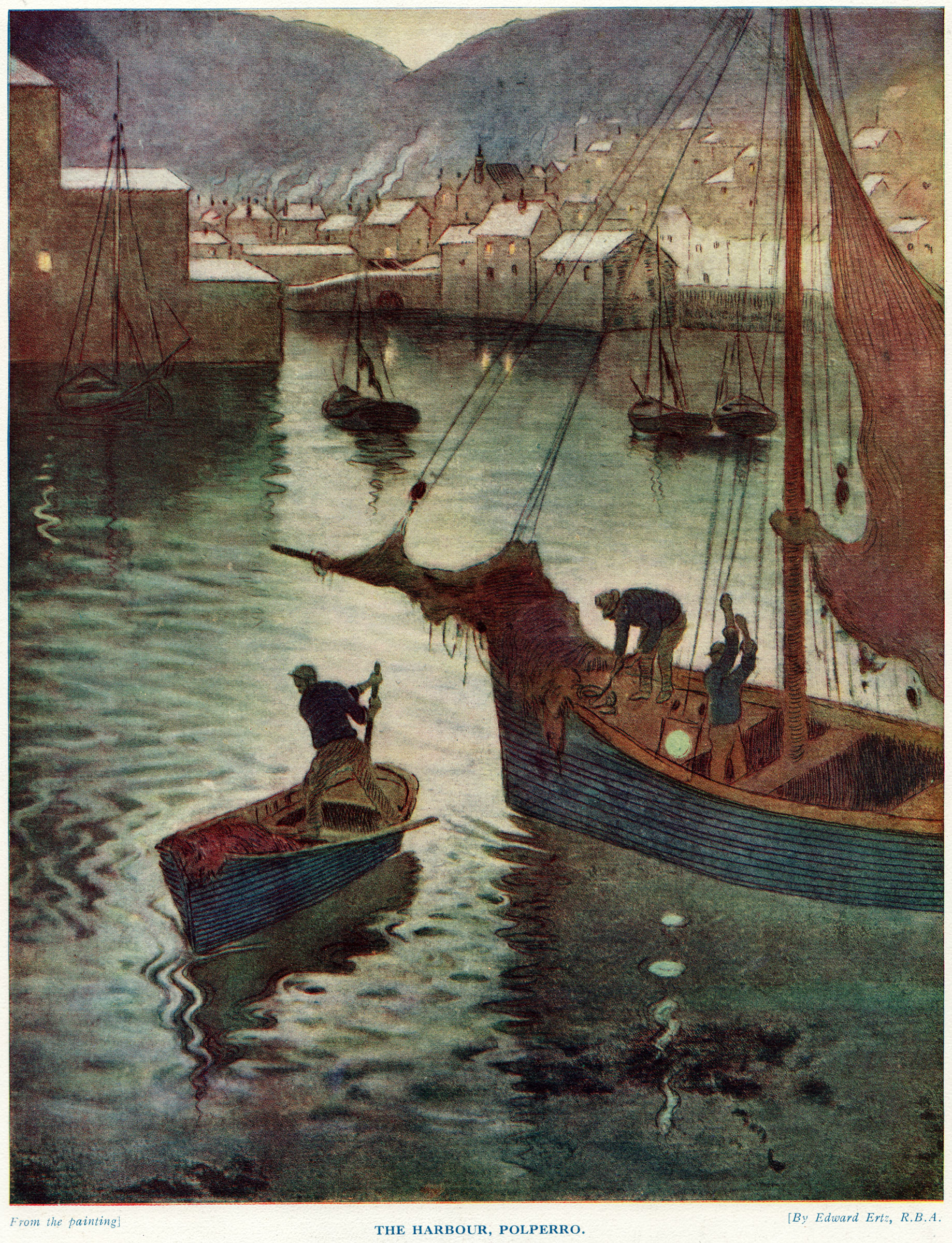
Schets van Polperro uit 1910